# 암남공원
암남공원(岩南公園)은 부산광역시 서구 암남동 산193번지 일원 진정산 일대의 자연공원이다.

## 소개
암남공원은 온통 울창한 숲으로 둘러싸여 있고 해안선을 따라 바다를 바라보며 삼림욕을 즐길 수 있는 곳이며 기암절벽의 전시장이다. 산책로를 따라 공원을 한바퀴 둘러보는데 소요되는 시간은 1시간 정도이며, 중간 중간에 전망대와 벤치가 있는 휴게광장에 이르면 탁 트인 바다를 내려다 볼 수 있다. 휴게광장 조변에는 작은 섬인 두도와 두도에 있는 하얀 등대가 시야에 들어온다. 도심 인근에 위치하여 해안절경과 삼림욕을 즐길 수 있는 공원으로 많은 사람들이 찾고 있다.

## 규모
공원의 면적은 약 56만m2이다. 약 1억년전 형성된 퇴적암ㆍ원시림ㆍ100여종의 야생화와 370여종의 식물등 도심에서 보기 드문 자연생태가 군락을 이루고 있는 원시자연공원으로, 해양성 식물이 자생하고 있는 것이 특징이다. 주변에는 낚시터ㆍ전망대ㆍ산책로 등을 갖추고 있다. 동쪽은 부산항의 남항이고 서쪽은 감천항이며, 남쪽은 멀리 한려해상 국립공원인 다도해이다. 육지 안으로는 국립수의과학검역원 부산지원이 있다. 입장료는 없다.

## 공원이 개방되기까지
- 1972년 12월 30일 공원 지정 (건설부 고시 제555호)
  - 공원 내 동물검역소(현재의 국립수의과학검역원 부산지원) 소재
- 1982년 부산시와 농림수산부간 공원개방위한 동물검역소 이전협의 시작
- 1996년 4월 5일 공원전체면적 17만평 중 1차 13만평 개방
  - 공원 내 순환산책로 1.9km 해안산책로 1.2km 정비
  - 임시 진입로, 관리사무소, 음수대, 화장실, 방역펜스, 구름다리 설치 등
- 서구청 자연생태공원, 산책공원 조성위한 시민 설문조사 후 공원정비
  - 다목적광장 1곳, 휴게광장 2곳, 팔각정자 설치, 안전펜스 및 낚시터 접근로 철제계단 설치
- 1997년 4월 20일 공원 완전 개방 (17만평)
  - 그늘집, 낚시터, 전망대 등 각종 시민편의시설 설치
- 2003년 ～ 2004년 관리사무소 이전, 공원진입로 정비
  - 자연석 쌓기, 잔디 식재
  - 해안매립지 인라인스케이트장 조성
  - 공원 내 조각 작품 14점 설치(부산비엔날레 작품)